# Früher oder später (2007)
Früher oder später ist ein deutsches Filmdrama von Ulrike von Ribbeck aus dem Jahr 2007.

## Handlung
Nora ist 14 Jahre und steht am Beginn der Pubertät. Auf einer Feier mit Freunden der Eltern hält sie sich abseits, bis überraschend der attraktive Schauspieler Thomas erscheint. Er wird von Noras Eltern Uwe und Anette zurückhaltend begrüßt; Nora bringt ihn dazu, mit ihr zu tanzen, was ihrem Vater Uwe missfällt. Thomas ist in die direkte Nachbarschaft von Noras Familie gezogen. Nora sucht ihn nun immer öfter auf, beginnt sich zu schminken und ihre Haare hochzustecken. Auch die Spannungen zwischen ihren Eltern – Anette befindet sich gerade in einem Zweitstudium, während Uwes Traum vom erfolgreichen Verkauf von maßgeschneiderten Küchen langsam zu platzen scheint – bringen Nora dazu, sich gedanklich zu Thomas zu flüchten. Oft beobachtet sie ihn von ihrem Zimmer aus.
Thomas’ Frau Ellen bietet Nora an, gelegentlich auf ihren kleinen Sohn aufzupassen. Nora stimmt zögernd zu und nutzt die Zeit allein in Thomas’ Haus, um seine Sachen zu durchsuchen. Am Ende legt sie sich in einem seiner Hemden auf das Ehebett und steckt das Hemd ein, als Thomas überraschend früher nach Hause kommt. Mit ihm sieht sie sich Fotos an, beide trinken Alkohol und schließlich Brüderschaft. Als sie ihm gesteht, dass sie gerne schöner wäre, macht er ihr Komplimente. Zu Hause errichtet sich Nora mit dem gestohlenen Hemd später einen „Thomas-Schrein“ im Kleiderschrank. Uwe, der Noras Schwärmerei für Thomas bemerkt, warnt seine Tochter, da es Menschen gebe, die Mädchen nachstellen. Dennoch stimmt Nora Thomas eines Tages zu, mit ihm und seinem Sohn an den See zu fahren. Hier macht Thomas von Nora Bilder im Bikini. Als er sie berührt, flieht sie vor ihm ins Wasser. Thomas spielt die Situation herunter. Uwe, Anette, ihre Schwester Isa und Nora werden kurz darauf von Thomas’ Frau Ellen zu einem Willkommensessen eingeladen. Die Situation ist angespannt und vor allem Uwe und Thomas können sich nicht ausstehen. Nora gibt vor, das Bad aufsuchen zu wollen, begibt sich stattdessen jedoch in Thomas’ Schlafzimmer. Hier findet sie in einer Schachtel Fotos, die Thomas und Anette zusammen zeigen. Ellen entdeckt Nora kurz darauf im Schlafzimmer und schmeißt sie raus. Da es am Essenstisch zu einer lautstarken Auseinandersetzung zwischen Uwe und Thomas kommt, trennen sich beide Familien kurz darauf. Uwe kehrt spät abends noch einmal zu Thomas zurück und fordert ihn auf, die Hände von Nora zu lassen, doch verspottet ihn Thomas für seine kranke Phantasie.
Anette hat unterdessen eine Affäre mit ihrem Kommilitonen Daniel begonnen, trennt sich jedoch von ihm, als er zu fordernd wird und sogar mit ihr in den Urlaub fahren will. Uwe ist beruflich am Ende, da sein Kompagnon hinter seinem Rücken die gemeinsame Küchenfirma verkauft hat. Er stiehlt den Vertrag, Gelder und eine Pistole aus dem Geschäft und Nora beobachtet, wie er die Waffe zuhause versteckt. Nora sucht Thomas auf und er gibt auf ihre Frage hin zu, früher einmal mit ihrer Mutter zusammen gewesen zu sein. Auf ihre Frage, was nun aber mit ihr und ihm wäre, gibt er keine Antwort und Nora läuft davon. Am Abend geben ihre Eltern eine Feier für Freunde. Uwes Kompagnon erscheint und bringt ihn dazu, ihm die Vertragsunterlagen zurückzugeben. Überraschend erscheint auch der betrunkene Thomas auf der Feier. Auf Uwes Aufforderung, zu gehen, reagiert er höhnisch, und beide Männer fangen eine Schlägerei an. Nora steht plötzlich mit der geladenen Waffe vor ihnen und schießt Thomas an. Anschließend läuft sie davon und stürzt sich in einen Teich. Uwe und Anette suchen sie bis zum Morgen vergeblich. Nora schläft die Nacht am Strand. Am nächsten Morgen kehrt sie nach Hause zurück. Ihre Eltern sitzen in Trauer versunken im Garten und bemerken sie nicht, als sie auf die Terrasse tritt.

## Produktion
Früher oder später wurde vom 8. August bis 12. September 2006 in Berlin und Umgebung gedreht. Die Kostüme schuf Bettina Weiß, die Filmbauten stammen von Ina Timmerberg.
Der Film erlebte am 5. August 2007 auf dem 60. Internationalen Filmfestival von Locarno seine Premiere, wo er auch im Wettbewerb lief. Deutschsprachige Erstaufführung war am 25. Oktober 2007 auf den Internationalen Hofer Filmtagen. Im Rahmen der Reihe German Cinema lief der Film auch auf der Berlinale 2008. Am 30. Januar 2009 wurde der Film auf arte erstmals im deutschen Fernsehen gezeigt.
Früher oder später war das Langfilmregiedebüt von Ulrike von Ribbeck, die zuvor Kurzfilme realisiert hatte. Der Film war zudem ihr Abschlussfilm an der Deutschen Film- und Fernsehakademie in Berlin. Das Drehbuch hatte sie bereits 2005 im Atelier de la Cinéfondation der Internationalen Filmfestspiele von Cannes präsentiert. Zudem war Früher oder später das Leinwanddebüt von Lola Klamroth, die die Hauptrolle übernahm. Sie war zum Zeitpunkt der Dreharbeiten 14 bzw. 15 Jahre alt und stand hier mit ihrem Vater Peter Lohmeyer vor der Kamera.

## Kritik
Der film-dienst nannte den Film überkonstruiert und befand, dass „die vielen Konfliktpunkte […] den Blick auf die eigentlichen Probleme der dysfunktionalen Vorzeigefamilie [verstellen].“ Die TV Spielfilm nannte den Film eine „feinfühlig erzählte Pubertätsgeschichte“ und „ein leises Werk über die Sprachlosigkeit der Pubertät“.

## Auszeichnungen
Auf dem Internationalen Filmfestival von Locarno wurde Ulrike von Ribbeck für Früher oder später für einen Goldenen Leopard nominiert.
Lola Klamroth erhielt 2008 eine Nominierung für den Undine Award als Beste Filmdebütantin. Im Jahr 2010 war sie für den Günter-Strack-Fernsehpreis als Beste Nachwuchsdarstellerin nominiert.